# Think Twice (песня Селин Дион)
«Think Twice» (с англ. — «Подумай дважды») ― песня канадской певицы Селин Дион. Она была написана Энди Хиллом и Питером Синфилдом, а спродюсирована Кристофером Нилом и Альдо Новой. В этой песне под влиянием рока с гитарным соло главная героиня советует своему возлюбленному дважды подумать, прежде чем покинуть её. Она была выпущена в качестве третьего сингла с третьего англоязычного альбома Дион The Colour of My Love (1993) в Северной Америке в июле 1994 года, в Великобритании, Австралии и Японии в октябре 1994 года и в других европейских странах в 1995 году.
Песня стала одним из самых успешных хитов Дион в Европе и Австралии, возглавив множество чартов, в том числе в Бельгии, Ирландии, Нидерландах, Норвегии, Швеции и Великобритании. Оставаясь на вершине UK Singles Chart в течение семи недель, он в конечном итоге стал четвёртым синглом исполнительницы, проданным тиражом более миллиона копий в Великобритании.

## История
Автор песен Энди Хилл был известен работой с Bucks Fizz, а Питер Синфилд был бывшим участником рок-группы King Crimson. Существуют две версии музыкального видео: первая была выпущена в августе 1994 года. Позже, из-за огромного успеха в Великобритании, Дион сняла специальное музыкальное видео в декабре 1994 года. Оно транслировалось в британской телевизионной программе Top of the Pops. Британское музыкальное видео было снято режиссёром Рэнди Сент-Николасом. В первой версии видео Think Twice снялся Стив Сантагати. Дион исполнила песню на церемонии вручения премии World Music Awards 1995 года. Песня получила премию Айвора Новелло за лучшую песню в музыкальном и лирическом плане в 1995 году.

## Клип
Видео начинается с кадра, на котором Дион лежит в постели. Она просыпается и начинает петь, когда к её дому подъезжает машина. Мужчина (которого играет модель Стив Сантагати), любовник Дион, выходит из машины и подходит к входной двери в дом. Он целует её в щеку, и когда Селин трогает его за плечо, мужчина отступает. Он ложится на кровать без рубашки и опускает голову на подушку. Затем камера показывает, как он смотрит в потолок, в то время как Дион сидит на заднем плане. Позже этого человека видели вырезающим ледяные скульптуры бензопилой. Пока Селин продолжает петь, есть снимок, на котором она и её возлюбленный, по-видимому, спорят. Затем Дион продолжает петь в синей куртке с фотографиями мужчины, вырезающего ледяные скульптуры. Дион прислоняется к одной из скульптур, пока её возлюбленный лежит в постели. Затем он встает, в то время как Селин продолжает петь. Затем следует гитарная интерлюдия с кадрами мужчины в его гараже, который спорит с Дионом, прежде чем сесть в свою машину и уехать. Затем его видят сидящим в куче опилок. Дион продолжает петь, в то время как её возлюбленный разбивает свои ледяные скульптуры. Когда видео заканчивается, мужчина заходит в гараж и мирится с Дионом. Затем они обнимаются и целуются при солнечном свете.

## Критика
Старший редактор Chicago Tribune Брэд Уэббер написал смешанный отзыв, назвав вокал Дион звучным и многоцветным. Деннис Хант из LA Times сравнил Дион с такими певицами, как Мэрайя Кэри и Уитни Хьюстон. Алан Джонс из Music Week счел её тяжеловесной властной балладой и слишком серьёзной. Джон Килго из The Network Forty назвал её ещё одной классической балладой. Кристофер Смит из TalkAboutPopMusic описал её как кажущуюся нежной песню о любви, которая затем взрывается мощной балладой.

## Трек-лист
| - Australian cassette and CD, Canadian cassette, US 7", cassette and CD single 1. "Think Twice" (Edit) – 4:05 2. "L'amour existe encore" – 3:50 - European CD / UK cassette single 1. "Think Twice" (Radio Edit) – 4:10 2. "Le monde est stone" – 3:40 - European and UK CD maxi-single 1. "Think Twice" (Radio Edit) – 4:10 2. "Le monde est stone" – 3:40 3. "If Love Is Out the Question" – 3:52 4. "If You Asked Me To" – 3:53 | - Japanese CD single 1. "Think Twice" (Edit) – 4:11 2. "L'amour existe encore" – 3:51 3. "(If There Was) Any Other Way" – 4:01 - UK cassette and CD single #2 1. "Think Twice" (Album Version) – 4:45 2. "The Power of Love" (Album Version) – 5:42 3. "Where Does My Heart Beat Now" – 4:32 |

## Чарты
| Чарт(1994–1995)                            | Высшая позиция |
| ------------------------------------------ | -------------- |
| Австралия (ARIA)                           | 2              |
| Бельгия/Фландрия (Ultratop 50)             | 1              |
| Бельгия/Валлония (Ultratop 50)             | 10             |
| Канада (RPM Top Singles)                   | 13             |
| Канада (RPM Adult Contemporary)            | 3              |
| Canada (The Record Retail Singles Chart)   | 14             |
| Canada (The Record Contemporary Hit Radio) | 15             |
| Denmark (Tracklisten)                      | 2              |
| Europe (European Hot 100 Singles)          | 2              |
| Europe (European Hit Radio Top 40)         | 15             |
| Europe (Adult Contemporary Europe Top 25)  | 9              |
| Германия (GfK)                             | 19             |
| Ирландия (IRMA)                            | 1              |
| Нидерланды (Dutch Top 40)                  | 1              |
| Нидерланды (Single Top 100)                | 1              |
| Новая Зеландия (Recorded Music NZ)         | 20             |
| Норвегия (VG-lista)                        | 1              |
| Quebec (ADISQ)                             | 2              |
| Шотландия (OCC Scotland)                   | 1              |
| Spain (Top 40 Radio)                       | 6              |
| Швеция (Sverigetopplistan)                 | 1              |
| Швейцария (Schweizer Hitparade)            | 6              |
| Великобритания (OCC UK Singles)            | 1              |
| США (Billboard Hot 100)                    | 95             |
| США (Billboard Adult Contemporary)         | 21             |

| Чарт(1994)                           | Позиция |
| ------------------------------------ | ------- |
| Canada Top Singles (RPM)             | 82      |
| Canada Adult Contemporary (RPM)      | 25      |
| UK Singles (Official Charts Company) | 30      |

| Чарт(1995)                            | Позиция |
| ------------------------------------- | ------- |
| Australia (ARIA)                      | 11      |
| Belgium (Ultratop 50 Flanders)        | 3       |
| Belgium (Ultratop 50 Wallonia)        | 29      |
| Europe (European Hot 100 Singles)     | 8       |
| Germany (Official German Charts)      | 62      |
| Netherlands (Dutch Top 40)            | 3       |
| Netherlands (Single Top 100)          | 7       |
| Norway Russefeiring Period (VG-lista) | 4       |
| Sweden (Sverigetopplistan)            | 6       |
| Switzerland (Schweizer Hitparade)     | 9       |
| UK Singles (Official Charts Company)  | 5       |

| Чарт(1990–1999)                      | Позиция |
| ------------------------------------ | ------- |
| UK Singles (Official Charts Company) | 16      |

| Чарт                                 | Позиция |
| ------------------------------------ | ------- |
| Belgium (Ultratop 50 Flanders)       | 207     |
| UK Singles (Official Charts Company) | 58      |

## Сертификации
| Регион | Сертификация | Продажи   |
| --- | ------------ | --------- |
| Австралия (ARIA) | Платиновый   | 70 000^   |
| Бельгия (BEA) | Золотой      | 25 000*   |
| Нидерланды (NVPI) | Золотой      | 50 000^   |
| Великобритания (BPI) | Платиновый   | 1,418,966 |
| * Данные о продажах приведены только на основе сертификации. ^ Данные о тиражах приведены только на основе сертификации. |              |           |